# Boris Iwanowitsch Afanassjew
Boris Iwanowitsch Afanassjew (russisch Борис Иванович Афанасьев, wiss. Transliteration Boris Ivanovič Afanas'ev; * 8. August 1913 in Moskau, Russisches Kaiserreich; † 25. Februar 1983 ebenda) war ein sowjetischer Fußballspieler, Eishockeytorwart und -trainer.

## Karriere
Boris Afanassjew war zunächst als Fußballspieler aktiv und lief von 1929 bis 1933 für die Fußballabteilung von ZDKA Moskau, im Jahr 1933 für Dukat, von 1934 bis 1937 für Dynamo Bolschewo sowie von 1938 bis 1941 für Dynamo Kiew auf. Von 1944 bis 1948 spielte er noch einmal für ZDKA Moskau. Im Jahr 1946 wurde er mit ZDKA Moskau erstmals sowjetischer Fußballmeister. Ein Jahr zuvor hatte er mit der Mannschaft bereits den sowjetischen Pokalwettbewerb gewonnen. Insgesamt erzielte er in 93 Spielen drei Tore in der höchsten sowjetischen Fußballspielklasse.
Nach seiner Fußballerkarriere wechselte Afanassjew zum Eishockey. Mit der Eishockeyabteilung von ZDKA Moskau wurde er in den Jahren 1948, 1949 und 1950 drei Mal in Folge Sowjetischer Eishockeymeister. Bei ZDKA Moskau bildete er mit Nationaltorwart Grigori Mkrtytschan das Torwartduo. Afanassjew selbst bestritt etwa 80 Spiele für die Mannschaft.
Ab 1953 war Afanassjew als Eishockeytrainer tätig, unter anderem in der Nachwuchsabteilung von ZSKA Moskau sowie später als Trainer der Herren-Mannschaften von Dynamo Moskau und Spartak Moskau.

## Erfolge und Auszeichnungen

### Fußball
- 1945 Sowjetischer Meister mit ZDKA Moskau
- 1946 Sowjetischer Pokalsieger mit ZDKA Moskau

### Eishockey
- 1948 Sowjetischer Meister mit ZDKA Moskau
- 1948 Verdienter Meister des Sports der UdSSR im Eishockey
- 1949 Sowjetischer Meister mit ZDKA Moskau
- 1950 Sowjetischer Meister mit ZDKA Moskau